# Neoleptoneta myopica
Neoleptoneta myopica is een spinnensoort in de taxonomische indeling van de Leptonetidae. De soort in endemisch in de Amerikaanse staat Texas.
N. myopica heeft een crèmekleurig lijf en zeer lange poten. De zes ogen van de spin zijn zo goed als afwezig: zij bevatten geen pigmenten en kunnen dus geen licht waarnemen.
Het dier behoort tot het geslacht Neoleptoneta en werd in 1974 beschreven door Willis J. Gertsch. Neoleptoneta myopica wordt beschouwd als een bedreigde diersoort, hij staat op de Rode Lijst van de IUCN echter als onzeker vanwege een tekort aan gegevens.